# Ronaldo Laitonjam

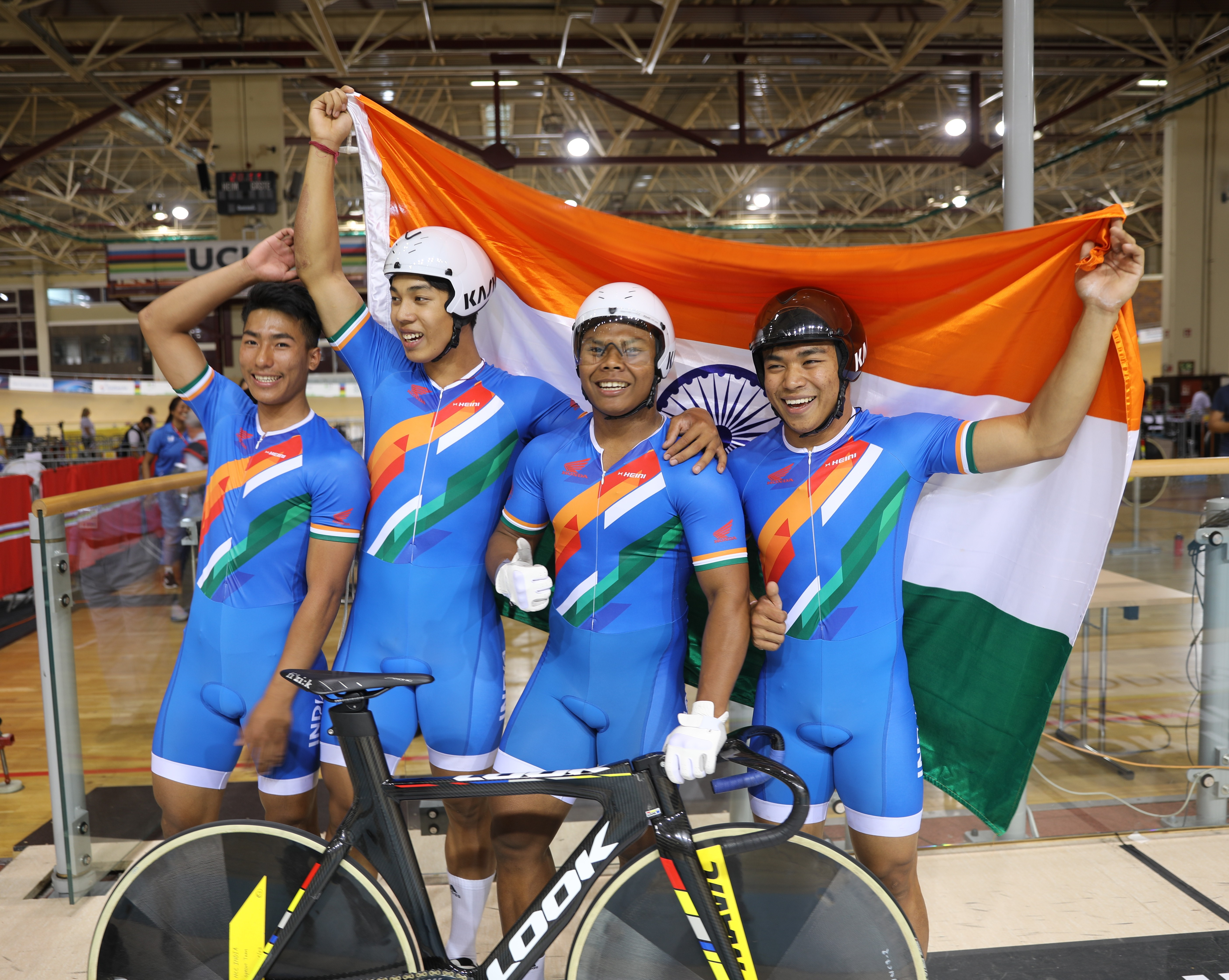
Junioren-Weltmeister 2019 (v. l. n. r.): Jemsh Singh Keithellakpam, Ronaldo Laitonjam, Esow Alban, Yanglem Rojit Singh

Ronaldo Laitonjam  (* 22. Juli 2002 in Imphal) ist ein indischer Radsportler, der in den Kurzzeitdisziplinen auf der Bahn aktiv ist.

## Sportlicher Werdegang
Im Januar 2019 wurde Ronaldo Laitonjam mit Esow Alban und Jemsh Singh Keithellakpam Junioren-Asienmeister im Teamsprint; im Sprint errang er Silber. Im August des Jahres wurde er in Frankfurt (Oder) mit Alban, Keithellakpam und Yanglem Rojit Singh Junioren-Weltmeister im Teamsprint. Beim Track Asia Cup im September stellte er mit 10,065 Sekunden einen neuen asiatischen Juniorenrekord über 200 Meter auf. 2021 belegte er in der Gesamtwertung des UCI Track Cycling Nations’ Cup 2021 im 1000-Meter-Zeitfahren Rang zwei.
2022 wurde Laitonjam dreifacher indischer Meister im Sprint, Keirin und im Zeitfahren. Bei den Asienmeisterschaften errang er Silber im Sprint und war damit der erste Inder, der bei diesen kontinentalen Meisterschaften eine Medaille in der Elite-Kategorie gewann. Bei den Asienmeisterschaften im Jahr darauf stellte er bei der Sprint-Qualifikation mit 9,877 Sekunden einen neuen indischen Rekord über 200 Meter (fliegend) auf.

## Erfolge
2019
- Junioren-Weltmeister – Teamsprint (mit Yanglem Rojit Singh, Esow Alban und Jemsh Singh Keithellakpam)
- Junioren-Asienmeister – Teamsprint (mit Esow Alban und Jemsh Singh Keithellakpam)
- Junioren-Asienmeister – Sprint

2022
- Indischer Meister – Sprint, Keirin, 1000-Meter-Zeitfahren
- Asienmeisterschaft – Sprint
- Asienmeisterschaft – 1000-Meter-Zeitfahren, Teamsprint (mit David Beckham, Rojit Singh Yanglem und Esow Alban)

2023
- Asienmeisterschaft – 1000-Meter-Zeitfahren